# Municipio de Sinclair (Minnesota)
El municipio de Sinclair (en inglés: Sinclair Township) es un municipio ubicado en el condado de Clearwater en el estado estadounidense de Minnesota. En el año 2010 tenía una población de 164 habitantes y una densidad poblacional de 1,75 personas por km².

## Geografía
El municipio de Sinclair se encuentra ubicado en las coordenadas 47°42′1″N 95°15′6″O / 47.70028, -95.25167. Según la Oficina del Censo de los Estados Unidos, el municipio tiene una superficie total de 93.98 km², de la cual 89,52 km² corresponden a tierra firme y (4,75 %) 4,46 km² es agua.

## Demografía
Según el censo de 2010, había 164 personas residiendo en el municipio de Sinclair. La densidad de población era de 1,75 hab./km². De los 164 habitantes, el municipio de Sinclair estaba compuesto por el 99,39 % blancos y el 0,61 % eran de una mezcla de razas. Del total de la población el 0,61 % eran hispanos o latinos de cualquier raza.